# Dunedin (Florida)
Dunedin és una població dels Estats Units a l'estat de Florida. Segons el cens del 2000 tenia 35.691 habitants.

## Demografia
Segons el cens del 2000, Dunedin tenia 35.691 habitants, 17.258 habitatges, i 9.543 famílies. La densitat de població era de 1.327,6 habitants/km².
Dels 17.258 habitatges en un 18,2% hi vivien nens de menys de 18 anys, en un 43,9% hi vivien parelles casades, en un 8,8% dones solteres, i en un 44,7% no eren unitats familiars. En el 37,9% dels habitatges hi vivien persones soles el 20,6% de les quals corresponia a persones de 65 anys o més que vivien soles. El nombre mitjà de persones vivint en cada habitatge era de 2,01 i el nombre mitjà de persones que vivien en cada família era de 2,63.
Per edats la població es repartia de la següent manera: un 15,6% tenia menys de 18 anys, un 5,4% entre 18 i 24, un 24,5% entre 25 i 44, un 24,6% de 45 a 60 i un 29,9% 65 anys o més.
L'edat mediana era de 48 anys. Per cada 100 dones de 18 o més anys hi havia 81,3 homes.
La renda mediana per habitatge era de 34.813 $ i la renda mediana per família de 47.620 $. Els homes tenien una renda mediana de 31.876 $ mentre que les dones 27.072 $. La renda per capita de la població era de 23.460 $. Entorn del 4,8% de les famílies i el 8,2% de la població estaven per davall del llindar de pobresa.

## Poblacions més properes
El següent diagrama mostra les poblacions més properes.